# طاهر شیخ‌الحکمایی
طاهر شیخ‌الحکمایی (زاده ۱۳۳۳ در کازرون) مجسمه‌ساز معاصر ایرانی است.
او فارغ التحصیل در رشته مجسمه سازی است. عضویت در هیات علمی دانشگاه های هنر، عضویت در گروه های تجسمی و مجسمه سازی مراکزی مانند حوزه هنری و فرهنگستان هنر، تدریس در دانشگاه، ریاست هیات مدیره انجمن مجسمه سازان و نیز برپایی نمایشگاه های متعدد از آثار مجسمه هایش در داخل و خارج از کشور در زمره فعالیت های این مجسمه ساز است.
علاوه بر این، او موفق به کسب جوایز بسیاری برای ساخت و طراحی مجسمه های مختلف شده است.
شیخ الحکمایی در سمپوزیوم های مجسمه سازی خارجی حضور داشته و آثاری از جمله طراحی و اجرای تندیس "محبت" در لبنان، "بادگیر" در بحرین و "باب العشق" در دبی را از خود به یادگار گذاشته است.

## سوابق شغلی
- عضو هیئت علمی دانشگاه تهران، پردیس هنرهای زیبا
- رئیس گروه مجسمه‌سازی دانشگاه تهران
- مدیرمسئول انجمن هنرمندان مجسمه‌ساز ایران
- عضو شورای عالی خانه هنرمندان ایران
- رئیس هیئت مدیره انجمن هنرمندان مجسمه‌ساز ایران-تا۱۳۸۹
- عضو گروه تجسمی حوزه هنری ۱۳۶۹–۱۳۸۵
- عضویت در مجامع علمی و هنری

## مسئولیت‌ها
- مسئول گروه مجسمه‌سازی حوزه هنری ۱۳۷۵–۱۳۶۸
- عضو هیئت برگزاری دومین دو سالانه مجسمه‌سازی موزه هنرهای معاصر تهران ۱۳۷۸
- عضو اولین دوره هیئت مدیره انجمن مجسمه سازان ایران۱۳۸۰ - ۱۳۷۸
- عضو هیئت برگزاری سومین دو سالانه مجسمه‌سازی موزه هنرهای معاصر تهران ۱۳۸۲
- عضو هیئت برگزاری دومین دو سالانه نقاشی جهان اسلام فرهنگستان هنر ۱۳۸۲
- عضو گروه تجسمی فرهنگستان هنر۱۳۸۲
- عضو هیئت برگزاری چهارمین دو سالانه مجسمه‌سازی تهران ۱۳۸۴
- دبیر بخش مجسمه‌سازی اولین جشنواره تجسمی مقاومت ۱۳۸۵
- مشاور سمپوزیوم مجسمه‌سازی ایران (تهران)۱۳۸۵
- عضو گروه انتخاب دومین نمایشگاه هنر جدید (گالری صبا)۱۳۸۶
- دبیر همایش مجسمه‌سازی قاجار ۱۳۸۷-تا کنون
- دبیر نمایشگاه ورود آزادگان به ایران (نگارخانه صبا) ۱۳۸۹
- رئیس دوره سوم هیئت مدیره انجمن مجسمه‌سازان ایران تاکنون ۱۳۸۹

## طراحی و اجرای تندیسها و جوایز جشنواره‌ها
- ساخت پروانه زرین یادبود هفتمین جشنواره بین‌المللی فیلم‌های کودکان و نوجوانان، ۱۳۶۷
- طراحی و ساخت تندیس یادبود ورود آقای نلسون ماندلا به دانشگاه تهران، ۱۳۷۱
- ساخت تندیس مطلای تئاتر جشنواره فجر از یازدهمین دوره تا هفدهمین دوره، ۱۳۷۲
- طراحی و ساخت تندیس دو سالانه عکاسی، موزه هنرهای معاصر تهران، ۱۳۷۲
- طراحی و ساخت تندیس دو سالانه گرافیک، موزه هنرهای معاصر تهران، ۱۳۷۳ تاکنون
- طراحی و ساخت تندیس قلم‌موی زرین ویژه دو سالانه نقاشی، موزه هنرهای معاصر تهران، ۱۳۷۳ تاکنون
- طراحی و ساخت یادبود جشنواره بین‌المللی فیلم جوان و نوجوان، ۱۳۷۳
- ساخت تندیس اولین دو سالانه مطبوعات، ۱۳۷۳
- طراحی و ساخت تندیس مطلای دو سالانه مجسمه‌سازی، ۱۳۷۴ تاکنون
- طراحی و ساخت تندیس جشنواره عروسکی، ۱۳۷۵
- طراحی و ساخت تندیس جشنواره فرهنگی بنیاد شهید، ۱۳۷۶
- طراحی و ساخت تندیس سینمای جوان بوشهر (نخل طلایی)، ۱۳۷۷
- طراحی و ساخت تندیس مطلای دو سالانه کاریکاتور، موزه هنرهای معاصر تهران، ۱۳۷۸ تاکنون
- طراحی و ساخت تندیس دو سالانه نگارگری، ۱۳۷۸ تاکنون
- طراحی و ساخت تندیس دو سالانه موسیقی معلولین سراسر کشور، ۱۳۷۹
- طراحی و ساخت تندیس دو سالانه طراحی (چشم‌انداز)، ۱۳۸۰
- طراحی و ساخت تندیس مطلای تئاتر خیابان (اشک)، فرهنگسرای پایداری، ۱۳۸۰
- طراحی و ساخت تندیس مرغ زرین یادبود اولین و دومین دو سالانه جهان اسلام، ۱۳۸۱–۱۳۸۰
- طراحی و ساخت تندیس پویانمایی (انیمیشن)کانون پرورش فکری کودکان و نوجوانان، ۱۳۸۱
- طراحی و ساخت تندیس یادبود هنر مقاومت، حوزه هنری، ۱۳۸۲
- طراحی و ساخت تندیس مطلای چنگ زرین بیستمین جشنواره موسیقی فجر، ۱۳۸۳
- طراحی و ساخت دومین تندیس فداکاری جهاد دانشگاهی تهران، ۱۳۸۴ تاکنون
- طراحی و ساخت تندیس فرهنگ عاشورا (اولین دوره اعطای تندیس خادم الحسین (ع))، ۱۳۸۵
- طراحی و ساخت تندیس مطلای سی وششمین جشنواره فیلم رشد، ۱۳۸۵ تاکنون
- طراحی و ساخت تندیس خانه موسیقی ایران، ۱۳۸۵
- طراحی و ساخت تندیس هشتمین دوسالانه سفالگری ایران، ۱۳۸۵
- طراحی و ساخت تندیس جشنواره تئاتر رضوی، ۱۳۸۵
- طراحی و ساخت تندیس دومین نمایشگاه هنر جدید، ۱۳۸۶
- طراحی و ساخت تندیس جشنواره بین‌المللی تولیدات رادیویی، ۱۳۸۷
- طراحی و ساخت تندیس بینال نقاشی کویت، ۱۳۸۷
- طراحی و ساخت تندیس انجمن هنرهای تجسمی کویت، ۱۳۸۸
- طراحی و ساخت تندیس اولین سمپوزیوم کویت، ۱۳۸۸
- طراحی و ساخت تندیس نوآوری وفن آفرینی شهید چمران، دانشگاه تهران، ۱۳۸۹.[۳]

تندیس دوسالانه مجسمه سازان معاصر ایران
تندیس جشنواره بین المللی تولیدات رادیویی
یادبود جشنواره بین‌المللی فیلم جوان و نوجوان
تندیس مرغ زرین، یادبود اولین و دومین دو سالانه جهان اسلام
تندیس دوسالانه مجسمه‌های فضای شهری

## سمپوزیوم‌های بین‌المللی

بادگیر، سنگ و برنز به ارتفاع سه متر، بحرین
محراب، سنگ و سفال به ارتفاع سه و نیم متر، کویت

## اجرای یادمانهای میادین

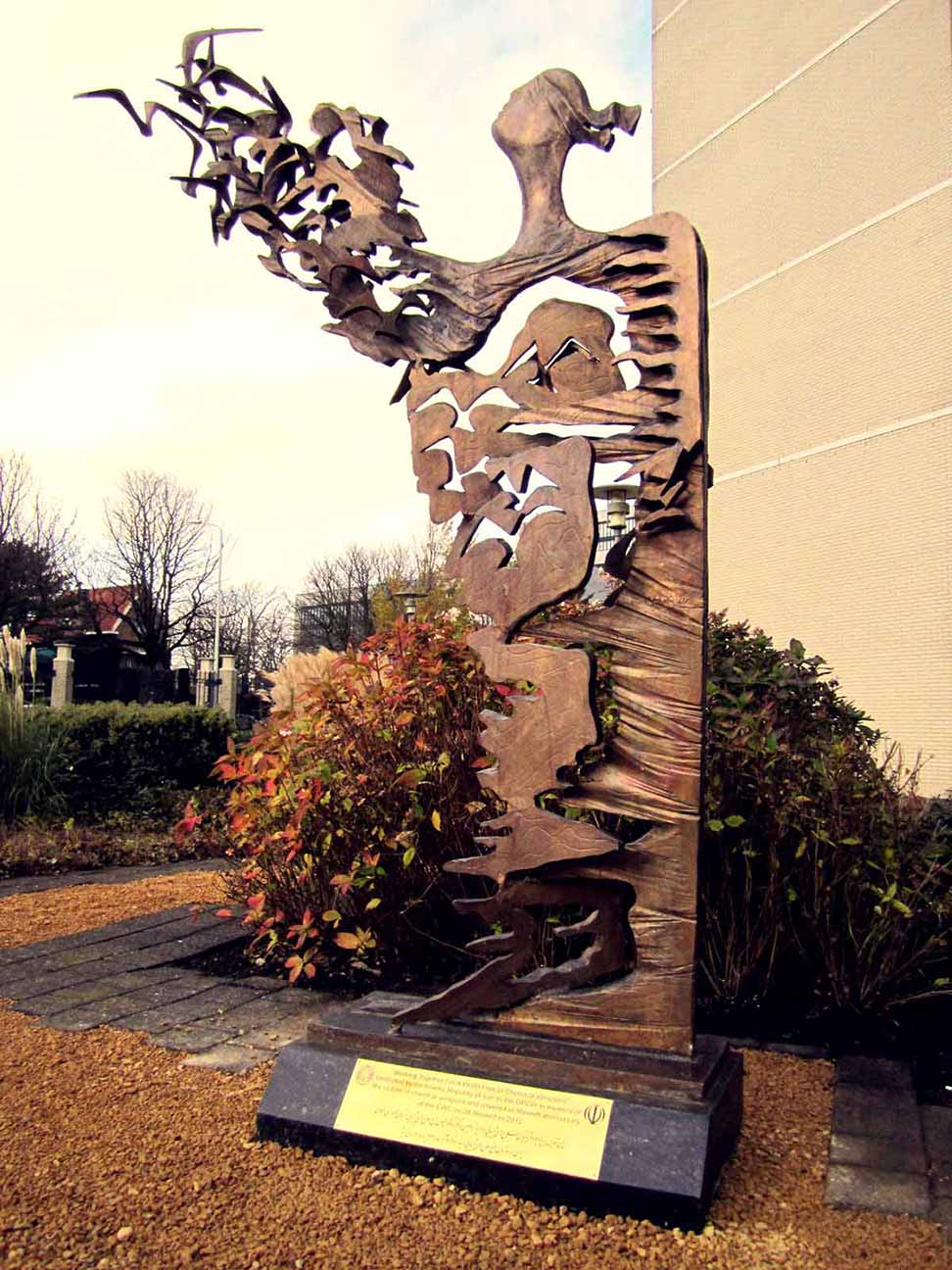
یادمان قربانیان سلاح‌های شیمیایی به لاهه، برنز، هلند-لاهه ۲۰۱۲